# 下棘細螯寄居蟹
下棘細螯寄居蟹（学名：Clibanarius infraspinatus）为活額寄居蟹科細螯寄居蟹屬下的一个种。